# Mezinárodní letiště Kchun-ming Čchang-šuej
Mezinárodní letiště Kchun-ming Čchang-šuej (čínsky v českém přepisu Kchun-ming Čchang-šuej kuo-ťi ťi-čchang, pchin-jinem Kūnmíng Chángshuǐ Guójì Jīchǎng, znaky 昆明长水国际机场, IATA: KMG, ICAO: ZPPP) je hlavní letiště u Kchun-mingu, hlavního města provincie Jün-nan na jihozápadě Čínské lidové republiky. Leží v městském obvodě Kuan-tu přibližně pětadvacet kilometrů severovýchodně od centra Kchun-mingu. Bylo otevřeno v červnu 2012 a nahradilo staré mezinárodní letiště Kchun-ming Wu-ťia-pa.
Letiště slouží společnostem China Eastern Airlines, Kunming Airlines, Lucky Air, Sichuan Airlines a Ruili Airlines jako uzlové letiště pro jižní a jihovýchodní Asii. Kapacita letiště je značná, je zde 66 bran s nástupním mostem.
Na letišti je konečná linky 6 kchunmingského metra, která byla otevřena současně s otevřením letiště.
Stavba začala v roce 2009, kdy se předpokládalo, že letiště ponese jméno Čeng Chea, významného čínského cestovatele v 15. století.